# 育王端裕
育王端裕，臨濟宗僧人，俗姓錢，吳越王之裔，會稽（今浙江紹興）人。別名有佛智端裕、釋端裕、佛智大尊者、大悟禪師、蓬庵端裕等。

育王山佛智端裕禪師，先後遊方參學禮謁過龍門遠、甘露卓、泐潭祥等大德，後隨克勤禪師居于寧寺，充當書記。  ，法嗣於圓悟克勤禪師。

## 弘法
端裕禪師法開鄧州丹霞佛智寺，又遷於虎丘，徑山西華。
敕居建康保寧，後移蘇城萬壽及閩中賢沙、壽山西禪，杭州靈隱等道場。後住於慶元府育王山。《嘉泰普燈錄》卷一四、《五燈會元》卷一九有傳。今錄詩十二首。
南宋高宗紹興庚午十月初，示微疾，至十八日，首座弟子法全請師遺訓，師曰：「盡此心意，以道相資。」語畢，佛智端裕禪師入寂。壽六十有六。火化後，目睛齒舌不壞。
後得舍利者無數。弟子分塔於鄮峰西華兩處。賜號佛智禪師。謚號大悟。

## 外部連結
- 育王端裕禅师悟道因缘 （页面存档备份，存于）
- 道場法全禅师在育王端裕禅师门下大悟